# Liulichang

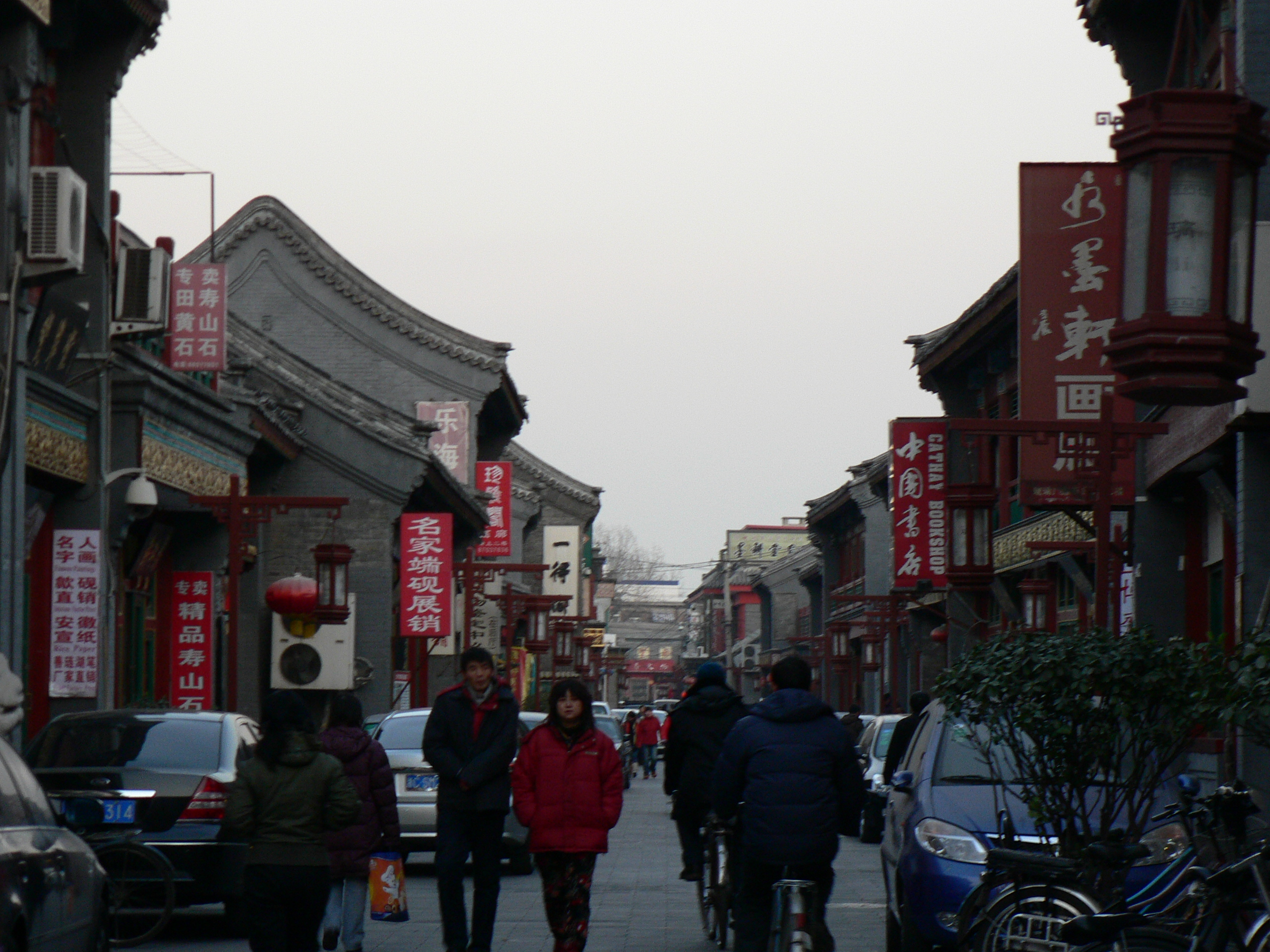
Liulichang (Straßenszene)

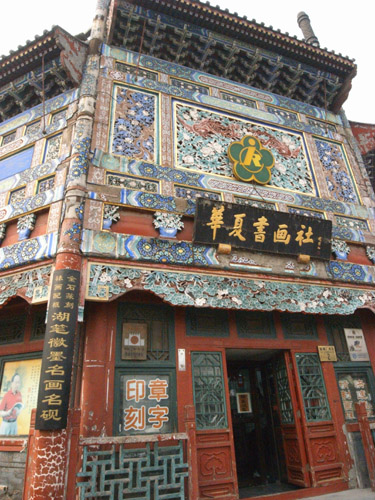
Gebäude im Liulichang-Viertel (Huaxia shuhua she 华夏书画社 - Tafel von Zhao Puchu beschriftet)

Liulichang (chinesisch 琉璃廠 / 琉璃厂, Pinyin Liúlíchǎng) ist ein Straßenviertel im Stadtbezirk Xicheng in der Innenstadt von Peking in China, der für eine Reihe traditioneller chinesischer Steinhäuser bekannt ist, in denen verschiedene Kunsthandwerke und Kunstwerke ausgestellt sind und Antiquitäten verkauft werden. Es ist eines der traditionellen Altstadtviertel.
Der Name Liulichang stammt aus der Ming-Dynastie, als es in dieser Straße eine berühmte Glasurfabrik namens „Liulichang“ gab. Liulichang soll während der Ming- und Qing-Dynastie eine attraktive Atmosphäre für Intellektuelle, Maler und Kalligraphen geliefert haben, die dort Bücher kauften und schrieben. In der Kangxi-Ära (1661–1722) der Qing-Dynastie entwickelte sich Liulichang zu einem der florierendsten Kulturzentren in ganz Peking.
In dem Video für den bekannten Feature Song Beijing huanying ni (chinesisch 北京欢迎你, Pinyin Běijīng huānyíng nǐ – „Peking heißt Dich willkommen!“) für den 100-Tage-Countdown der Olympischen Sommerspiele 2008 in Peking ist der taiwanesische Sänger Richie Jen (任贤齐) dort in einem Gemäldegeschäft zu sehen.